# Ectropoceros chelyodes
Ectropoceros chelyodes är en fjärilsart som beskrevs av Edward Meyrick 1911. Ectropoceros chelyodes ingår i släktet Ectropoceros och familjen äkta malar. Inga underarter finns listade i Catalogue of Life.